# 加州大學柏克萊分校
加利福尼亚大学伯克利分校，簡稱伯克利（Berkeley），是一所位於美國加利福尼亚州舊金山湾区伯克利市，世界著名的公立研究型大學。该校是加利福尼亞大學系统的创始大学，建立於1868年，是世界顶尖的公立大学之一。
伯克萊是美國大學協會的14个創始會員之一，并与美国能源部的三所美国国家实验室保持紧密联系，包括劳伦斯伯克利国家实验室、勞倫斯利福摩爾國家實驗室以及洛斯阿拉莫斯国家实验室，而许多世界著名的研究机构包括美国国家数学科学研究所、伯克利空间科学实验室也都位于伯克萊。通过与加州大学旧金山分校合作，伯克萊还设置有医学教学及研究项目。
截止2020年10月，伯克萊的校友、教授及研究人员中共产生了119位诺贝尔奖得主（世界第三, 而按自2000年近20年计算，则为世界第二）、14位菲爾茲獎得主（世界第四）、25位图灵奖得主（世界第三），其他还包括9位沃爾夫獎得主、45位麥克阿瑟獎得主、20位奧斯卡金像獎得主及19位普利策奖得主。1930年代，欧内斯特·劳伦斯教授在伯克利发明了回旋加速器，基于此该校以及勞倫斯伯克利國家實驗室的研究人员共發現了16種化學元素、位居世界第一，其中第97号元素“鉳（Berkelium）”即是以伯克利來命名。1940年代，“原子弹之父”罗伯特·奥本海默、“氢弹之父”愛德華·泰勒均曾长期担任伯克萊教授，并在此领导了曼哈顿计划。1960年代，伯克萊学生发起的“言论自由运动”、“反越战运动”等等在美国社会产生了深远影响，改變了几代人對政治和道德的看法。21世纪，伯克萊已成为最具创业精神的大学之一，其校友在世界各地创建了大量公司，包括英特尔、苹果公司、特斯拉汽车、摩根士丹利、软银集团、美国国际集团、烂番茄、动视暴雪等等。
2020-21年度，加州大学伯克萊分校位列《美国新闻与世界报道》世界大学排名世界第4、世界大学学术排名世界第5、泰晤士高等教育世界大学排名世界第7、QS世界大学排名世界第10。泰晤士高等教育長期将伯克利列为世界上最具声望的6所大学之一。在世界大学排名中心（Center for World University Rankings）主辦的世界大学排名中，伯克萊位列世界第6名。
柏克萊大學的學生參加三十項校隊體育運動，該大學是大西洋沿岸聯盟 (ACC) 的十八所正式成員學院之一。伯克萊的運動隊伍加州金熊隊也贏得了 107 個全國冠軍、196 個個人全國冠軍和 223 枚奧運獎牌（包括 121 枚金牌）。
伯克萊是培养华人精英的摇篮和聚集地之一，培养了朱棣文、李远哲两个华人诺贝尔奖得主，而著名华裔物理学家吴健雄、庄小威，菲尔兹奖得主、数学家丘成桐，美国NASA前宇航员焦立中，孙中山长子、政治家孙科，台湾亲民党主席宋楚瑜，宏達電董事長王雪红等也都毕业于伯克利。知名数学家陈省身、诺贝尔奖得主钱永健、诺贝尔奖得主李政道、图灵奖得主姚期智、预应力之父林同炎、语言学家赵元任、知名作家张爱玲等等也都曾在伯克利研究任教。

## 歷史发展

### 创立时期

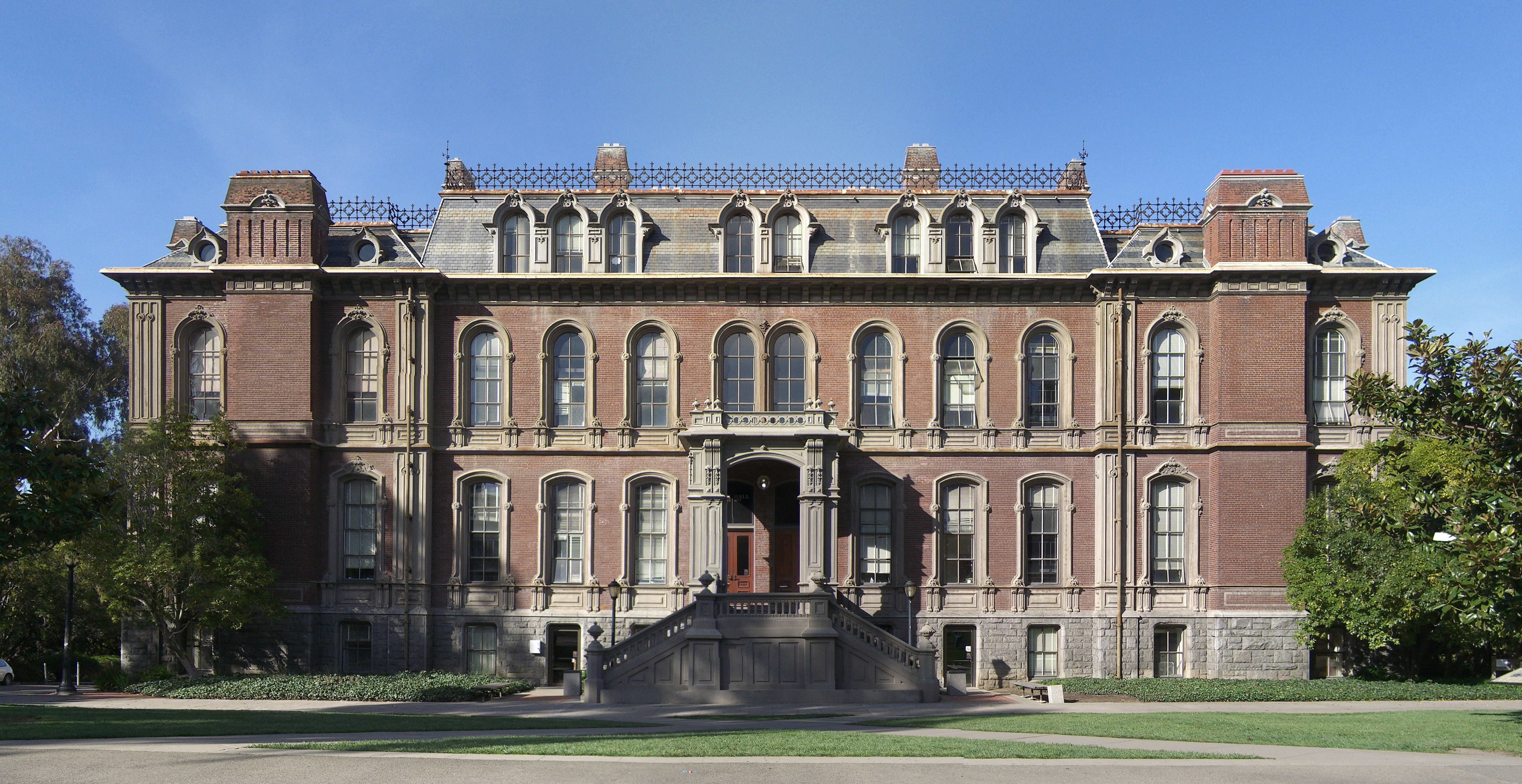
南大廳（South Hall）建於1873年

柏克萊加州大學這片土地最早是1866年由私立的加利福尼亞學院（College of California）買下，但由於當年資金短缺，學院被州立農業、礦業和機械學院合併，並在1868年3月23日成立了加利福尼亞大學（University of California）。它是加利福尼亚州第一所全课程的公立大学。学校于1869年9月开始招生，1870年起由亨利·杜兰特（Henry Durant）任第一屆校長。1873年，当North Hall和South Hall完工后，学校正式迁入位于伯克利市的新址，而此时的加州大学也等价于“柏克萊加州大學（University of California, Berkeley）”。第一届学生共由167名男性和222名女性学生组成。
从1891年开始，加州富翁菲比·赫斯特女士不断地向伯克利进行捐赠，这使学校能够大量发展新的课程和添置新的教学设施。1905年，学校在萨克拉门托附近设立“大学农场”（University Farm），之后从伯克利独立，成为加州大学系统中的戴維斯加利福尼亞大學。学校最主要的一些建筑，如California Memorial Stadium美式足球场都是由John Galen Howard设计的。

### 二十世纪前期

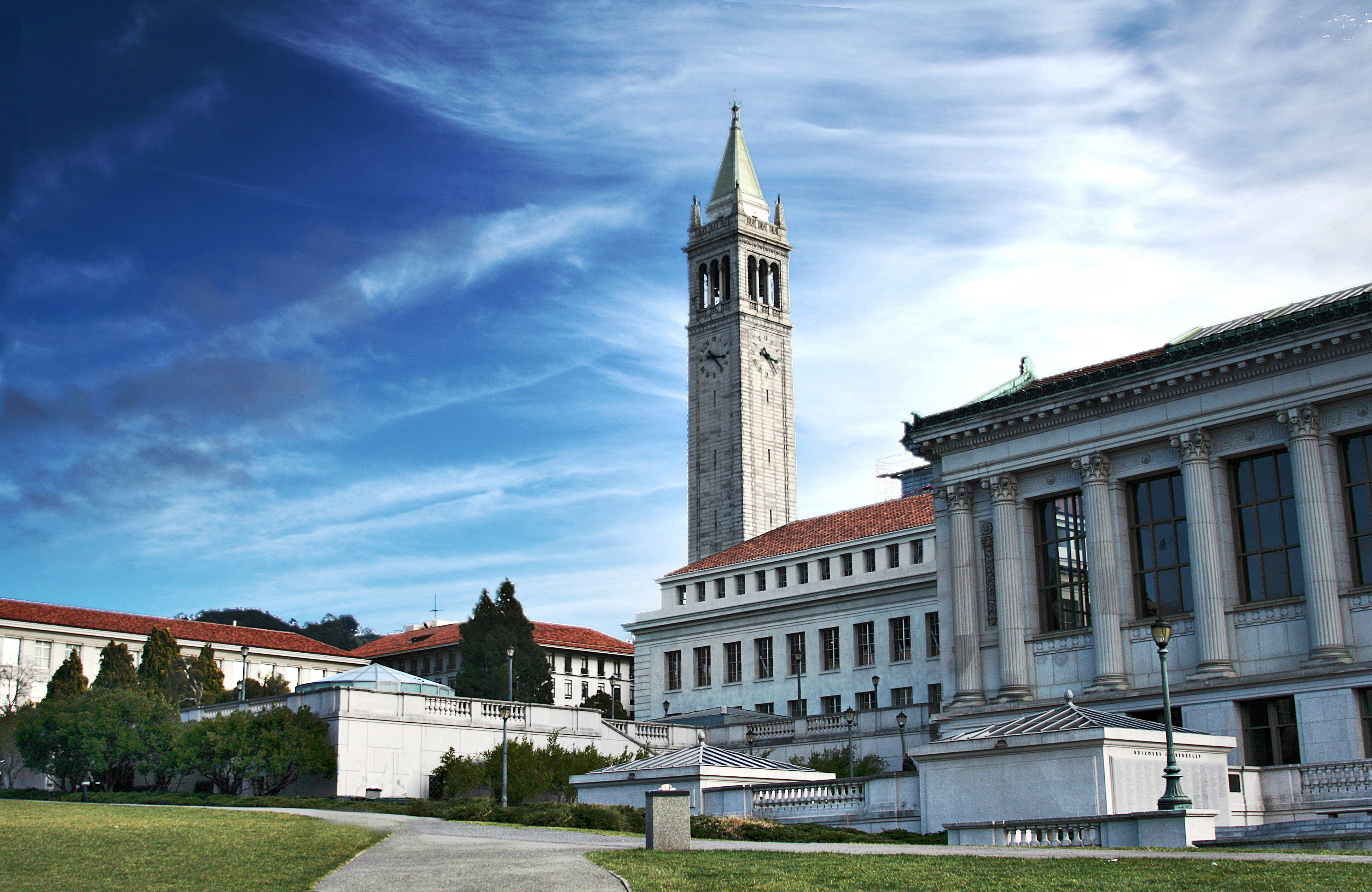
加州大学伯克利分校中心的萨瑟塔（Sather Tower）

20世紀是柏克萊加州大學在物理學、化學和生物學的黃金時代。藉由物理學家欧内斯特·劳伦斯發明的回旋加速器，在這間學校的研究學者發現了許多重於鈾的元素。錇和鉲即以这所大学的名字來命名的，而鐒和𨭎則是以此校的欧内斯特·劳伦斯和格伦·西奥多·西博格的名字來命名的。
1917年,美國最早的ROTC項目在伯克利建立,其空軍項目訓練了一系列飛行員,包括詹姆斯·杜立特.伯克利的ROTC校友包括前國防部長羅伯特·麥克納馬拉,Frederick C. Weyand 以及16位將軍.1926年,後來的艦隊總司令切斯特·威廉·尼米茲建立了第一個海軍ROTC.
二次大戰時期，柏克萊加州大學的勞倫斯放射實驗室承包了美國軍方的原子彈研發計劃。1942年，罗伯特·奥本海默教授被任命领导曼哈顿计划的科学部门。
1942年,美國教育理事會將伯克利排為全國僅次於哈佛大學的第二傑出的大學.

### 二十世纪后期
从1952年开始，加州大学逐渐成为一个独立的行政系统从伯克利校园内分离。加州大学现今是领导所有加州大学10个校区的管理机构，并开设课程或招收学生。自此，每个加州大学的校区都设独自的校长（Chancellor）。Robert Gordon Sproul成为加州大学总校长， Clark Kerr 成为柏克萊加州大學校长。
柏克萊加州大學在越南戰爭期間由於其學生對於美國政府的抗議而變得全球知名。1964年十月,伯克利校友Jack Weinberg的逮捕引發了一系列由學生引領的示威和民事運動,最終引發了言论自由运动（Free Speech Movement）改變了几代人對政治和道德的看法,並成為了學生大規模反對美國參加越南戰爭的前奏.
1982年,應包括陳省身在內的三名伯克利數學家要求,美國國家數學科學研究所在學校建立.陳省身教授擔任研究所首任主任，而數學所的主樓也被命名為"陳省身樓"。該機構在當代被廣泛認為是數學合作研究的領導者,每一年吸引著上千名科研工作者前來參觀.

### 二十一世纪
二十一世纪起，伯克利更少地參與政治,而將精力集中培养创业人才及企业家方面,尤其是STEM理科項目,其校友在世界范围内创立的大量的公司。
在這一個世紀，伯克利校友內誕生了37位諾貝爾獎得主，僅次於哈佛和麻省理工；5名圖靈獎得主，僅次於麻省理工和哈佛；5位菲爾茲獎得主，僅次於普林斯頓。

## 组织管理

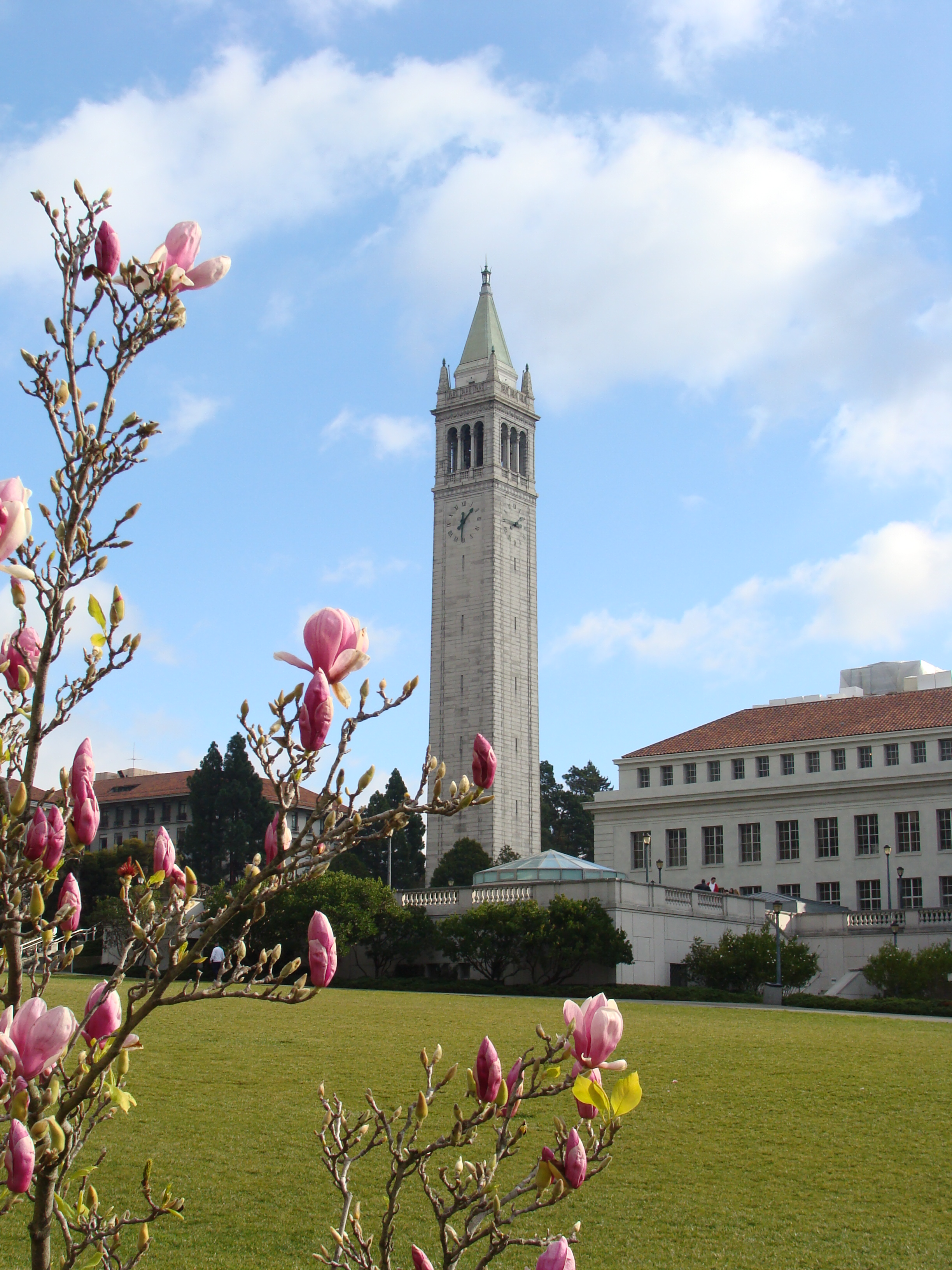
柏克萊加州大學

### 管理架构
加州大学由26人组成的董事会（Board of Regents）管理，其中18人由加州州长任命、任期12年，另有7位不同职权成员以及1名学生董事。而加州大学伯克利分校的校长（Chancellor）于1952年设立、不同于加州大学的主席（President），另外还有1位副校长（Vice Chancellor）。

### 歷任校長
校長的職位在1952年加利福尼亞大學重新組織和擴張時創設；自此共有12名校長：
1. 克拉克·克爾 (1952–1958)
2. 格倫·西奧多·西博格 (1958–1961)
3. Edward W. Strong (1961–1965)
4. Martin E. Meyerson (1965, 代任)
5. Roger W. Heyns (1965–1971)
6. Albert H. Bowker (1971–1980)
7. Ira Michael Heyman (1980–1990)
8. 田長霖 (1990–1997)
9. Robert M. Berdahl (1997–2004)
10. Robert J. Birgeneau (2004–2013)
11. Nicholas B. Dirks (2013–2017)
12. Carol T. Christ (2017至今)

## 學術
在2020年威廉姆斯學院公開的報告中,加利福尼亞大學柏克萊分校與丹尼森大學的數據分析與數據科學學士學位被評為目前為止最創新與在多學科結合最好的項目。

## 學術学制

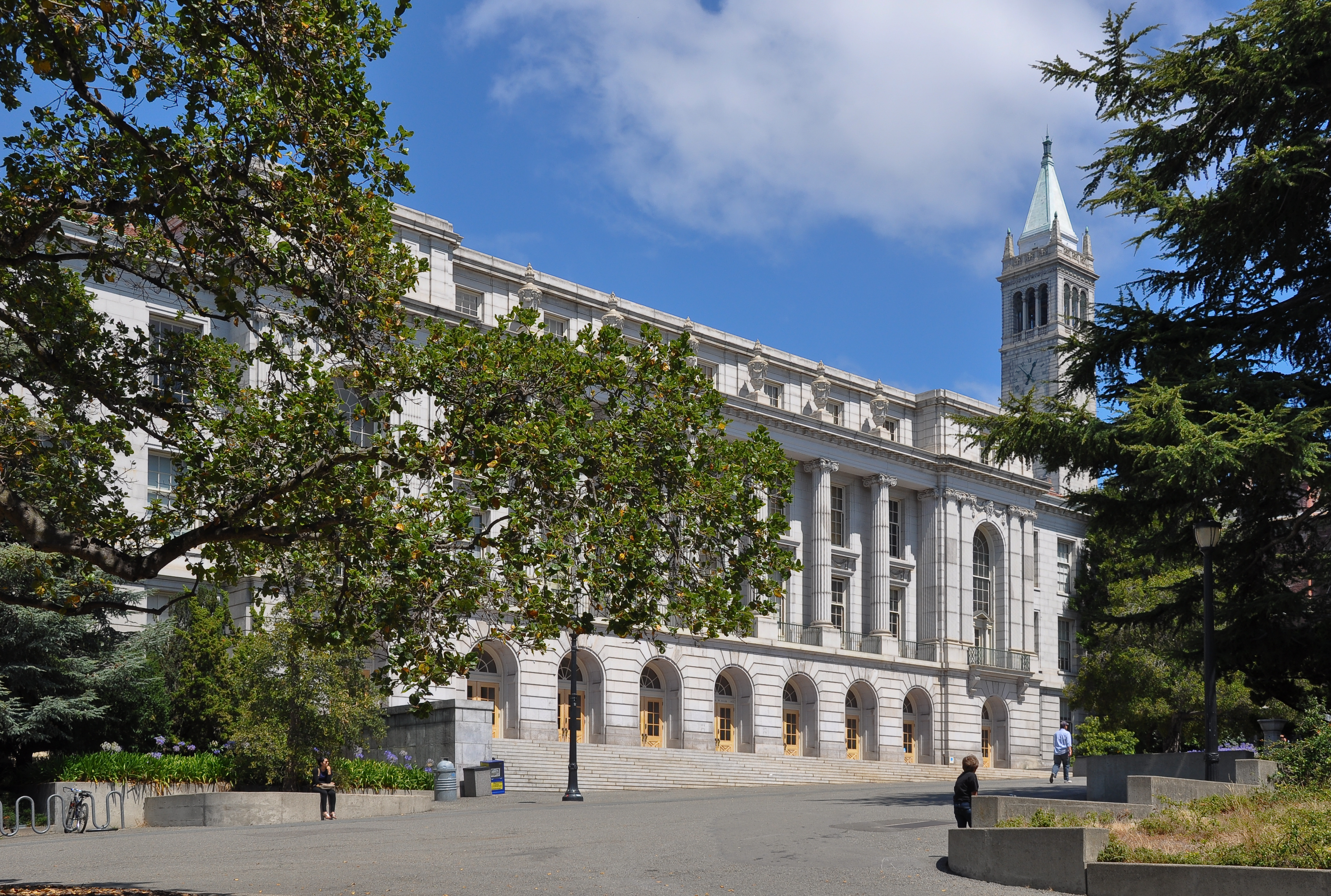
Wheeler Hall

### 院系设置
柏克萊加州大學130個以上的系所被組織在14個学院中。大學部約有學生30,000人，研究所約有11,000人。（学院名称为"College"的通常包括大學部和研究生学位，而"School"通常只含研究生，唯一的例外是商學院）：
- 商學院（Haas School of Business）
- 化學院（College of Chemistry）
- 工學院（College of Engineering）
- 文理學院（College of Letters and Science）
- 環境設計學院（College of Environmental Design）
- 自然資源學院（College of Natural Resources）
- 法學院 (School of Law)
- 信息學院（School of Information）
- 視光學院（School of Optometry）
- 公共衛生學院（School of Public Health）
- 社會福利學院（School of Social Welfare）
- 傳播研究生院（Graduate School of Journalism）
- 教育研究生院（Graduate School of Education）
- 公共政策學院（Richard & Rhoda Goldman School of Public Policy）Valley Life Sciences Building

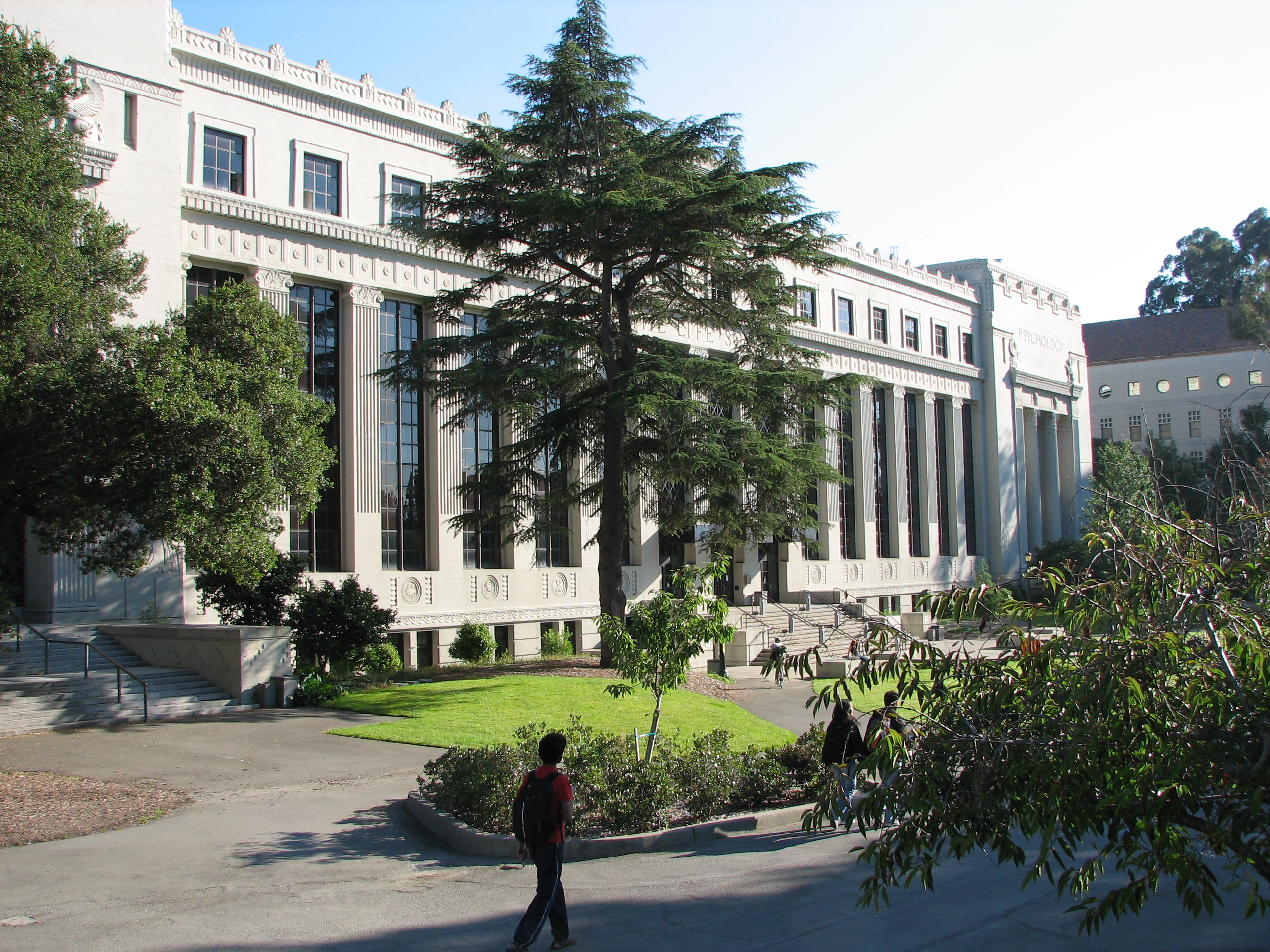
Valley Life Sciences Building

### 图书馆藏

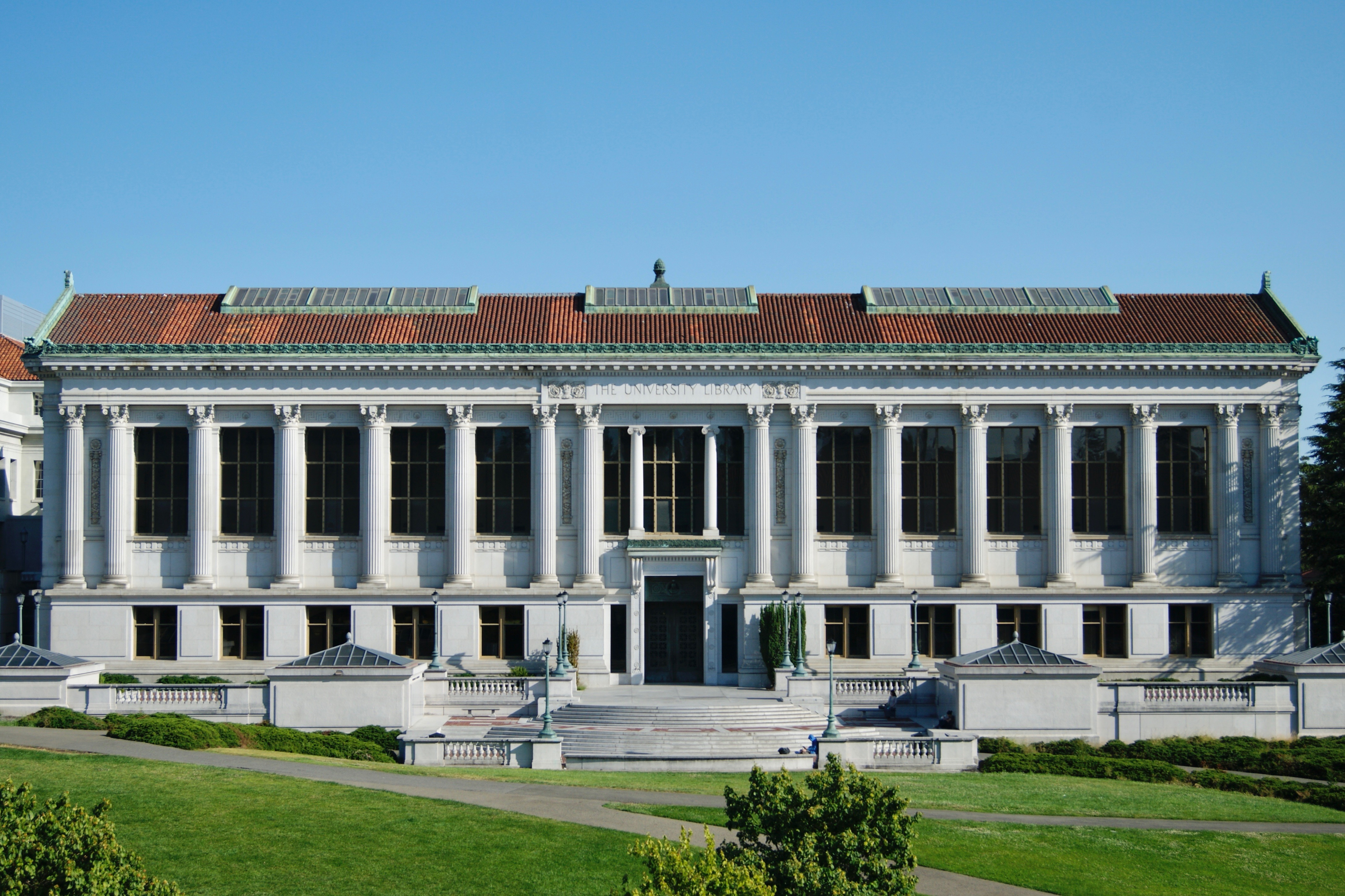
多伊紀念圖書館，柏克萊加州大學總圖書館

柏克萊加州大學圖書館共有3座主圖書館、24座分科圖書館及11座附屬圖書館，藏書超過1,000萬冊，根據美國圖書館協會的統計，以館藏數量計算是全美第七大的圖書館，在大學圖書館中僅次於哈佛大學、耶魯大學和伊利諾大學厄巴納-香檳分校。其中，班克罗夫特图书馆是世界上收藏美国知名作家马克·吐温作品和手稿的主要图书馆。

### TIMES世界大学學科排名
- TIMES世界大学排名 （人文科学）: 世界第8位（2021年）[69]
- TIMES世界大学排名 （商業與經濟）: 世界第9位（2021年）[70]
- TIMES世界大学排名 （教育學）: 世界第4位（2021年）[71]
- TIMES世界大学排名 （計算機科學）: 世界第9位（2021年）[72]
- TIMES世界大学排名 （工學）: 世界第5位（2021年）[73]
- TIMES世界大学排名 （法學）: 世界第13位（2021年）[74]
- TIMES世界大学排名 （生命科学）: 世界第8位（2021年）[75]
- TIMES世界大学排名 （理学）: 世界第2位（2021年）[76]
- TIMES世界大学排名 （心理学）: 世界第2位（2021年）[77]
- TIMES世界大学排名（社会科学）: 世界第5位（2021年）[78]

### US NEWS研究生院主要科目(2022)
- 化学：全美第2位[79]
- 数学：全美第2位[80]
- 生物学：全美第1位[81]
- 物理学：全美第3位[82]
- 統計學：全美第2位[83]
- 計算機科學：全美第1位[84]
- 计算机工程：全美第2位[85]
- 電子工程：全美第1位[86]
- 生物醫學工程：全美第4位[87]
- 機械工程：全美第3位[88]
- 材料工程：全美第3位[89]
- 化學工程：全美第2位[90]
- 工業工程：全美第3位[91]
- 经济学：全美第1位[92]
- 历史学：全美第1位[93]
- 政治学：全美第4位[94]
- 心理学：全美第1位[95]
- 社会学：全美第1位[96]
- 英文学：全美第1位[97]
- 法学：全美第9位[98]
- 商学：全美第7位[99]
- 公共政策：全美第4位[100]

在2024年《美国新闻与世界报道》的美国大学排名中，柏克萊加州大學位列公立大学第1名，全美第15名。另外，柏克萊的文理學院(College of Letters and Science)則為全美國唯一所有開辦科目均在全國首五位者。
根據美國國家科學研究委員會的調查，柏克萊擁有全美最多十大傑出研究課程。美国新闻周刊2005年再次评价：柏克萊加州大學15个博士项目拿了3個第一名，僅次於6項第一名的麻省理工學院和4項第一名的史丹佛大学；緊接在後的哈佛大学有2個第一名。
德州農工大學統計教授H.J. Newton以美國國家研究委員會排名，伯克利無論於整體總分(All Score)或歸零總分(Nonzero Score)均名列全美國第二：前者指將總分除以調查所有科目總數，即分母不論該院校有否開辦均須計入，後者分母則指計入該院校有開辦之學科：例如後者名列第一的麻省理工學院專精理工學科，有開辦的評審科目不足30項，故於後者能名列首位但於前者因分母被擴大而被列第23位，而開辦最多科目 - 多達40門的史丹福大學則於前者有利，而柏克萊則於兩種計算方法中均名列前茅。
柏克萊加州大學不但開設科目眾多全面，更能維持眾多科目皆有出色表現，研究院更為出色，尤以文、理、工科見長，大多數科目均在2018年的QS世界大學學科排名上名列美國前十名。
| 科系/項目              | 全美排名 | 科系/項目              | 全美排名 | 科系/項目                  | 全美排名 | 科系/項目              | 全美排名 |                |     |
| 藝術和人文總排名       | 第4      | 建築學科目排名         | 第4      | 英文科目排名               | 第4      | 歷史學科目排名         | 第5      |                |     |
| 哲學科目排名           | 第8      | 工程與科技總排名       | 第8      | 計算機與資訊系統科目排名   | 第4      | 化學工程科目排名       | 第3      |                |     |
| 土木與結構工程科目排名 | 第2      | 電子與電機工程科目排名 | 第3      | 生物醫學工程科目排名       | 第4      | 機械航空與製造科目排名 | 第4      | 自然科學總排名 | 第7 |
| 化學科目排名           | 第2      | 環境科學科目排名       | 第1      | 地理學科目排名             | 第4      | 數學科目排名           | 第6      |                |     |
| 物質科學科目排名       | 第3      | 物理與天文學科目排名   | 第5      | 社會科學與管理學總排名     | 第7      | 會計和金融科目排名     | 第8      |                |     |
| 商業與管理學科目排名   | 第10     | 傳播與媒體研究科目排名 | 第6      | 經濟學和計量經濟學科目排名 | 第4      | 教育培訓科目排名       | 第8      |                |     |
| 法學科目排名           | 第8      | 政治與國際研究科目排名 | 第9      | 社會學科目排名             | 第2      | 統計與運籌學科目排名   | 第4      |                |     |

## 体育竞技

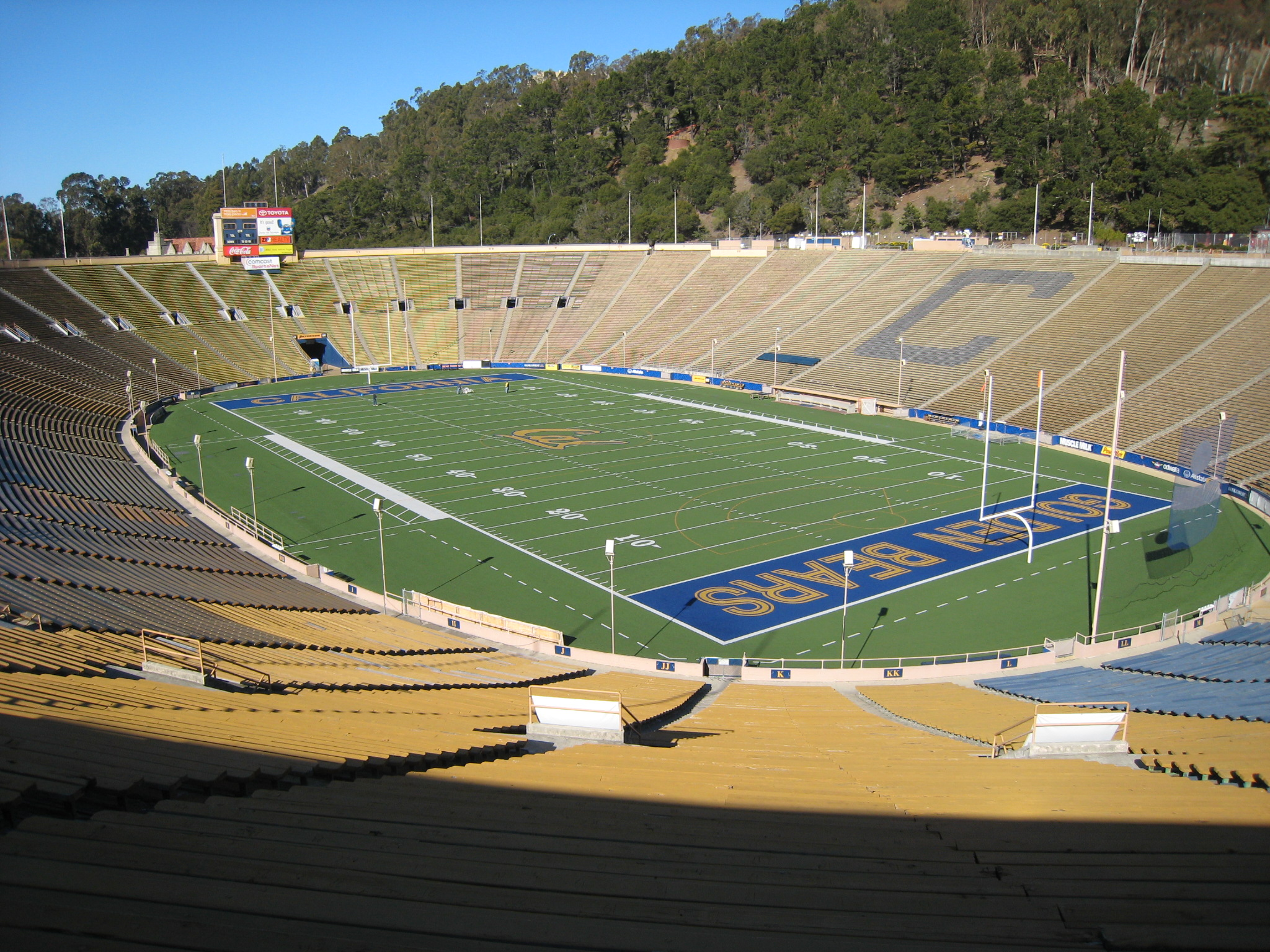
加州大学伯克利分校体育场（California Memorial Stadium）

加州大学伯克利分校运动队属于国家大学体育协会（NCAA）第一级别的太平洋十二校联盟（Pacific-12）。在美國的大學運動聯賽裡，因以往只有一所加州大學，因此伯克利一直以加州大學作校名，簡稱，並沿用至今。其吉祥物蛻變自加州徽號，故其學生亦常自稱「黃金熊」（Golden Bears/Cal Bears）。
伯克利校队在美国国家大学生体育竞赛中，曾多次获得橄榄球、篮球、棒球、游泳、水球、赛艇等项目的冠军。截止2021年，在历届奧林匹克運動會中，伯克利的校友和学生共獲得了223枚奥运獎牌（121金56銀46銅），金牌及总奖牌数均位列全美第四。
在水上项目中，伯克利校友蜜茜·富兰克林在2012年伦敦奥运会的游泳项目上获得5金1铜，校友纳塔莉·考芙林是首位在同一屆奧運（2008年）中獲得六面游泳獎牌的女性，校友馬特·尼古拉斯·比昂迪更打破12項游泳世界紀錄、共获得11面獎牌（包括8面金牌）。而學校賽艇代表隊曾三次代表美國在奧運會奪金亦是世界紀錄。
在球类领域，伯克利培养了包括贾森·基德、凯文·约翰逊、莱恩·安德森等著名NBA球星。著名女子足球运动员、美国女子国家足球队队长亚历克丝·摩根、NFL绿湾包装工队球星阿伦·罗杰斯也从伯克利毕业。伯克利校美式足球队与斯坦福大学的美式足球队在每年秋季会举行“大赛（Big Game）”，获胜者将赢得保留“斯坦福斧（Stanford Axe）”的权利。

## 公共交通
UC Berkeley有數種公共交通服务，湾区捷运（Bay Area Rapid Transit,简称BART）设有Downtown Berkeley站，距离校园仅有200米。从Downtown Berkeley站坐地铁到奥克兰仅需10分钟，到旧金山市中心仅需25分钟。若搭乘BART前往旧金山国际机场，则需在MacArthur站到San Bruno站之间的任意一站换乘开往旧金山机场的黄线列车，全程约一小时。若前往奥克兰国际机场，需搭乘橙线列车到Coliseum站，然后换乘奥克兰机场捷运（Airport Connector）前往航站楼。更多关于BART的路线班次票价信息，请查阅BART官网 （页面存档备份，存于）。
伯克利的公交车服务由AC Transit提供，具体线路班次信息请参阅AC Transit官网 （页面存档备份，存于）。
UC Berkeley也运营数条穿梭巴士连接宿舍区，校园和BART地铁站等地，单程车费1美元，UCB学生凭学生卡（Cal 1 Card）可免费乘坐。具体线路及班次请参阅Bear Transit （页面存档备份，存于）。

## 著名人物
加州大學伯克利分校的校友、教授和研究人员遍佈各領域。截至2020年10月，包含114位諾貝爾獎得主（世界第三）、14位菲爾茲獎得主（世界第四）、25位图灵奖得主（世界第三）。

## 外部連結
- 柏克萊加州大學官方網站（页面存档备份，存于）